# بیل فیلدینگ
بیل فیلدینگ (انگلیسی: Bill Fielding; ۱۷ ژوئن ۱۹۱۵ – مه ۲۰۰۶ (age 90)) بازیکن فوتبال اهل بریتانیا بود.
از باشگاه‌هایی که در آن بازی کرده‌است می‌توان به باشگاه فوتبال اشتون یونایتد، باشگاه فوتبال بولتون واندررز، باشگاه فوتبال منچستر یونایتد، و باشگاه فوتبال کاردیف سیتی اشاره کرد.